# 澳門施拿地馬路63號木樓大火

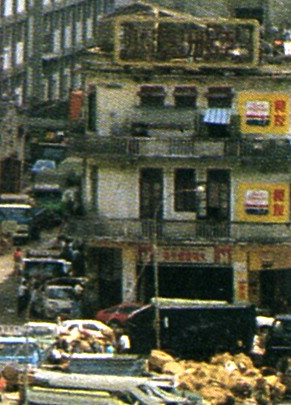
出事木樓於1983年時的模樣，可見其牆身的煙草廣告及前方的垃圾站

澳門爹美刁施拿地大馬路63號木樓大火（或稱海邊新街2號Z木樓大火）發生於1990年1月23日凌晨雨夜，是一宗導致6屍7命和10人受傷的慘劇。
事件發生在澳門內港碼頭對面的一座木建樓房，於當日凌晨時份一名水警發現上址二樓發生火警，遂按鈴知會樓房的住戶逃生。但木樓內的樓梯被火封，樓上住戶全部被困，此時剛有垃圾車經過現場，司機見狀便駛靠火場將二樓的住客救出，而部份三樓住客則逃往屋頂並爬過隔鄰樓房逃生。及後消防隊趕至，將三樓剩餘的被困人士救出，後來三樓也受波及，部份並燒至坍塌，消防花了一個多小時才將火撲滅。此後消防員在火場掘出六具焦屍（包括一名孕婦），並在瓦礫堆發現一名生還者。
其後消防局認為火警有可疑，遂與警方調查事件，不過也未能查出有縱火成份，而起火原因至今仍然成謎，然而坊間對起火原因流傳着多個版本。

## 樓層住戶
發生火警的木建樓房位於澳門內港爹美刁施拿地大馬路（簡稱「施拿地馬路」）與當時的海邊新街近水雞巷交界處（該處今已合併入巴素打爾古街）之間，樓高三層，屋頂蓋有一間鐵皮屋。木樓地下是一家香煙雜貨店，正門在當時的海邊新街2號Z（現為巴素打爾古街302號）；二樓及三樓為住宅，出入門口開在施拿地馬路63號，住宅連屋頂有10戶合共30多人租住。

## 事件發生
1990年1月23日凌晨約2時45分，一名駐守在內港碼頭的水警稽查隊警員發現上址二樓有火光和濃煙冒出，遂前往上址樓下並按響各住戶的對講機通知有火警發生，住客聞訊即時逃生，但卻發現通往地下的樓梯已被火勢阻擋，被迫返回單位內的露台求救，而只有少部份二樓和三樓住客則逃往屋頂，爬過隔壁的樓房逃生。此時澳門市政廳的一輛垃圾收集車碰巧駛經火場（因當時火場對面有垃圾站），該名水警警員將之截停並着令垃圾車司機駛靠火場，二樓露台的被困人士隨即由警員和垃圾工人在車頂上救起，同時三樓已開始着火。
消防隊在接報後5分鐘抵達現場，救出多名在三樓露台的住客，此時二樓火勢已相當猛烈。未幾三樓已陷於火海，不久樓房被燒通頂，部份燒至倒塌。消防出動水炮和多條喉筆向火場灌救，至凌晨4時許火勢被完全撲滅。

## 死傷
火警被撲滅後，消防隊隨即在火場搜索失蹤者，首先在二樓發現三具燒焦屍體，然後在三樓近樓梯處發現兩具焦屍，並在一單位內發現一具孕婦焦屍，在孕婦旁邊塌陷的瓦礫堆中發現一名四歲女孩奇蹟生還。搜索至當日早上7時50分才告收隊。
六名死者的身份很快便得到證實：二樓的三名死者在兩張床上被發現，分別是一名55歲獨身男子、以及一對姓梁的小姊弟（9歲和8歲），估計都是在睡夢中燒死，小姊弟的母親則在垃圾車被救出時身體多處已被燒傷。三樓的死者則是胡家祖孫三口，分別是奇蹟生還女孩的祖母（66歲）、母親（32歲）和只有2歲的妹妹，她的母親當時已懷胎兩個月。
另外，包括梁姓姊弟的母親、奇蹟生還的女孩、以及3名消防員在內，共有10人需要送院，梁母傷勢嚴重，其餘傷者則均無大礙。

## 起火原因
由於住客對消防表示火警來得突然和蔓延速度異常，故消防認為起火原因有可疑，便聯同警方調查事件，1月25日六具焦屍被剖驗，均證實死因無可疑。警方曾循電線殘舊和有租客欠租等方向調查，不過木樓內的電線在事發前剛更換完成，而業主和租客也否認事前曾經有欠租情況。
另外於大火發生當時梁姓姊弟的母親在送院期間，曾向警方聲稱有人要將她滅口，同時也有住戶供稱梁母在火警前曾與同屋的黃德（二樓的55歲死者）吵過架。而與黃德同屋的另一名租客則聲稱在火警發生前約15分鐘曾去過廁所，碰見黃德從廁所拿着一個便壺走出來，而該租客如廁後返床睡覺，並未留意黃德此後的去向，未幾火警便發生。另有一說指有一名婦人精神病發，將小姊弟反鎖並淋燃油縱火，鄰居阻止卻遭斧頭襲擊。
但警方始終未能查到有任何縱火成份，在火場中並沒找到有易燃液體燒過，而死者屍體和被救的住客均無被襲擊或毆打的痕跡，只知起火地點是在二樓梁姓姊弟的單位，起火原因至今仍然未明。

## 火災善後

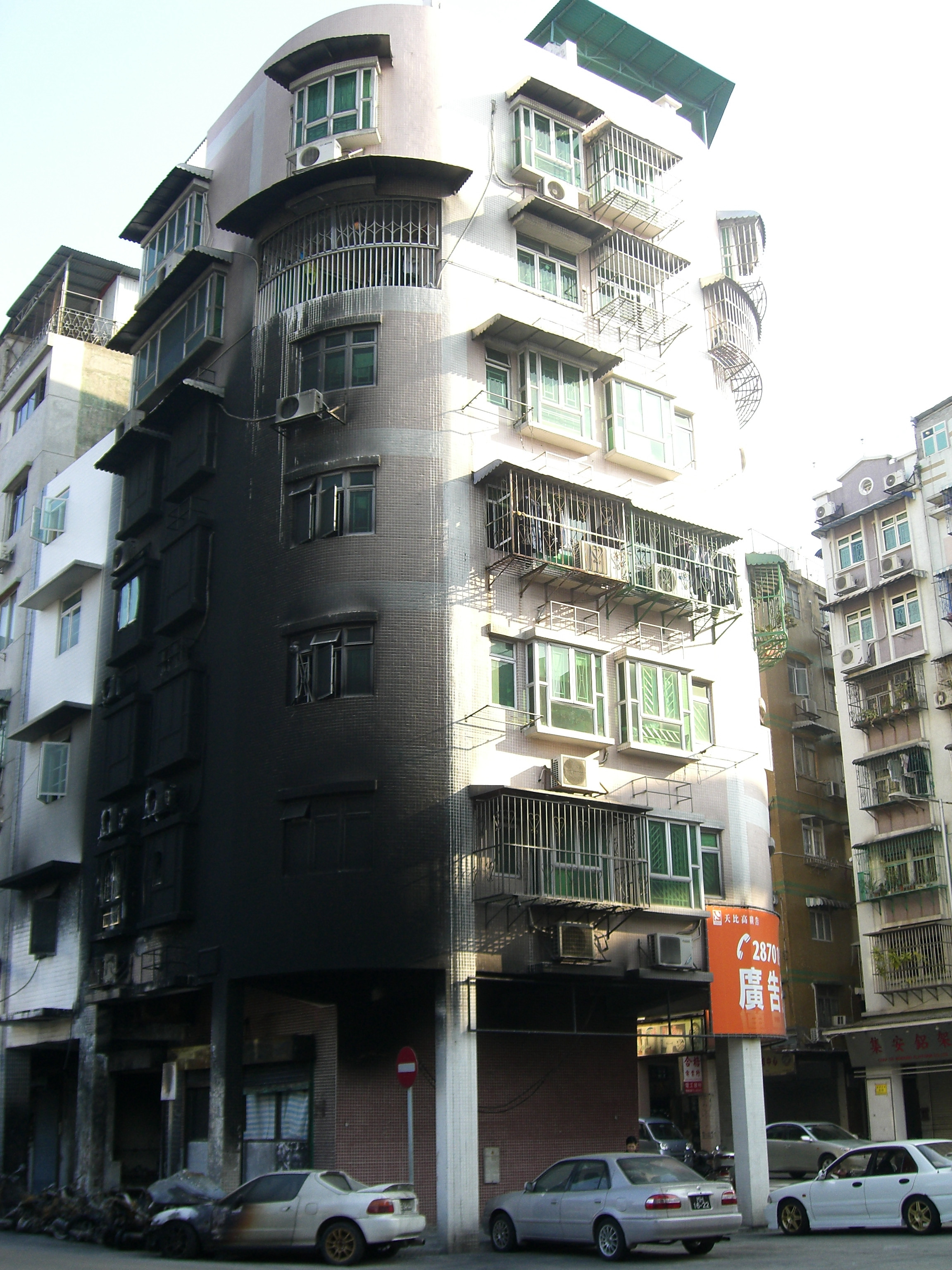
事發現場舊址，現為善德大廈
（註：圖中大廈左面被燻黑的地方是在2009年1月1日發生的一宗燒車案所造成的）

大火發生使三十多人無家可歸，災後由社會工作司安置在內港的一家酒店，及後數天對災民和死者家屬的捐款則連綿不絕。地下的香煙雜貨店則未受波及，但貨物被水濕；後來該店遷到原址對面繼續營業至今。而發生大火的木樓，在災後已被拆卸，在1990年代末建為現在的善德大廈。

## 備註
1. ↑  按《澳門市街道及其它地方名冊》（1993年版）原文：「——海邊新街……由水雞巷起至火船頭街33號與63號之間止。現魚鰓巷、十月初五日街及水雞巷之間巴素打爾古街之一段及白眼塘橫街及道德巷之間的火船頭街之一段原屬該街……」。[參⁠ 2]
2. ↑   註: